# 方玉麟
方玉麟（?—?），安徽桐城人，清朝政治人物。同进士出身。
方玉麟为乾隆十三年（1748年）戊辰科进士。曾于乾隆十五年（1750年）接替李建忠任华亭县知县一职。